# Алия (имя)
Алия (араб. عالية‎) — женское имя арабского происхождения, распространено у мусульман, ударение, как правило, ставится на букву «А» в случае с арабским вариантом произношения — А́лия, и на «Я» в случае с тюркским произношением — Алия́. В Боснии и Герцеговине употребляется и как женское имя, и как мужское, с различным ударением (А́лия для мужчин и Али́я для женщин).
С арабского переводится как «подарок небес», «небесная», «высшая», «возвышенная». Варианты — Галия (у казанских татар, казахов и башкир), Алие (у турок, крымских татар).
Распространённое имя у казахов. 